# جشنواره پرث

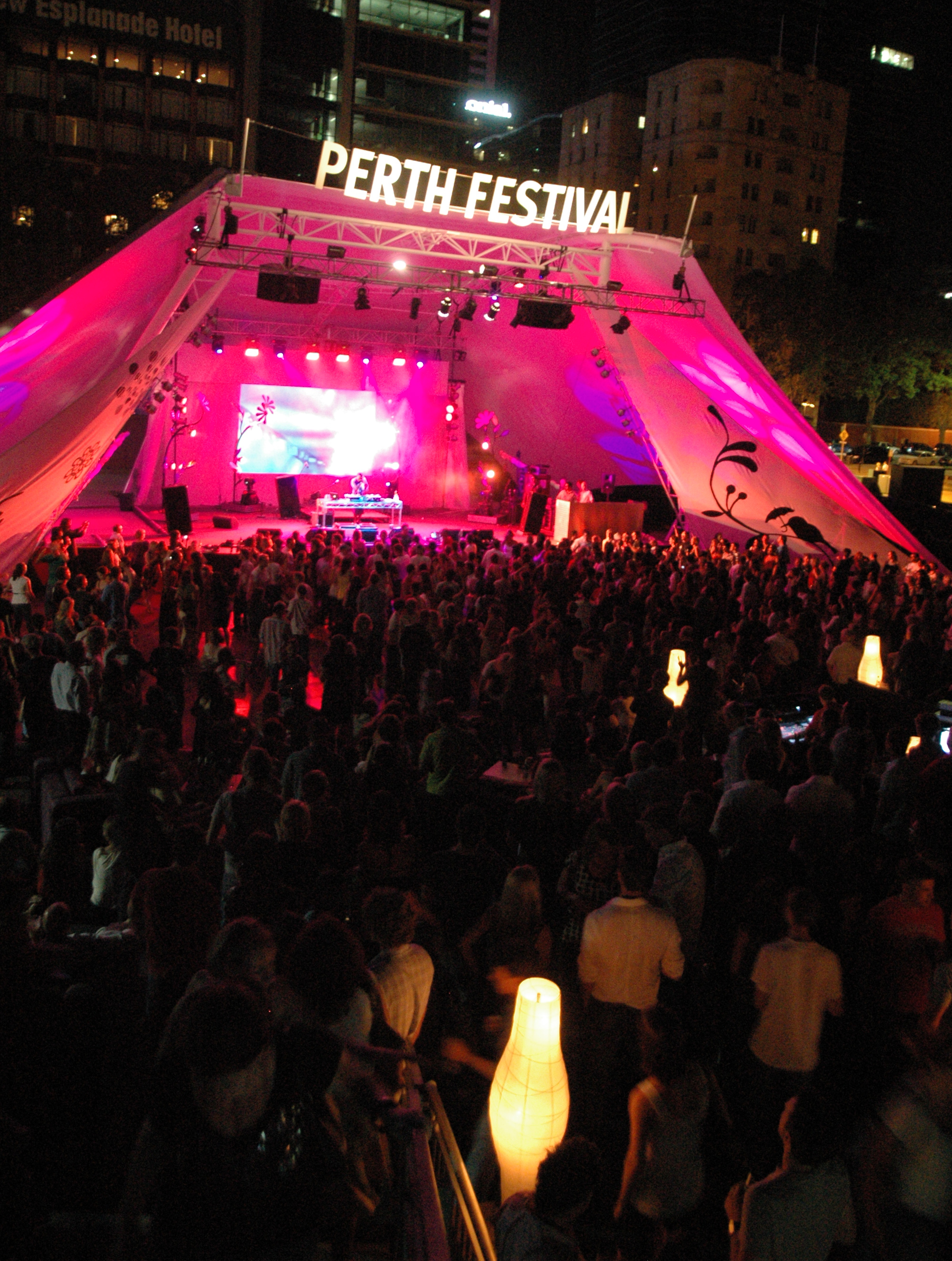
جمعیت مشتاق در یکی از بحش‌های جانبی جشنواره پرث در سال ۲۰۰۸

جشنواره پرث (انگلیسی: Perth Festival) که پیش‌تر جشنواره بین‌المللی هنر پرث نام داشت، فستیوال پرت، دیرپاترین جشنواره فرهنگی استرالیا است که هر سال در استرالیای غربی برگزار می‌شود. در این جشنواره، موسیقی عامه‌پسند، موسیقی کلاسیک، رقص، تئاتر، ادبیات، هنرهای تجسمی و آثار هنری عمومی در مقیاس بزرگ ارائه می‌شود. رویدادهای اصلی جشنواره هر ساله از فوریه تا مارس برگزار می‌شود و جشنواره فیلم که اکنون تحت عنوان «لاتری‌وست فیلمز» شناخته می‌شود از نوامبر تا آوریل به عنوان بخشی از همین جشنواره برگزار می‌شود.
جشنواره پرث در مکان‌های مختلف سرپوشیده و روباز در سراسر پرث توسط دانشگاه استرالیای غربی با مشارکت دولت ایالتی و شورای این شهر برگزار می‌شود. از سال ۲۰۰۴، جشنواره دارای برند «لاتری‌وست» بود و لاتری‌وست به عنوان «شریک اصلی جشنواره» شناخته شد.